# 魍魎戦記MADARA摩陀羅弐
『魍魎戦記MADARA摩陀羅弐』（もうりょうせんきマダラ に）は、漫画、カセットテープなどで展開した、『魍魎戦記MADARA』の続編。正式には『魍魎戦記MADARA』の単行本5巻から7巻の第2部を指し、「摩陀羅弐」というのは副題である。後に田島の意向で改題されて『BASARA』として復刊した。2018年版の復刊でも他のシリーズが『魍魎戦記MADARA～』と続くのに対し『魍魎戦記摩陀羅BASARA』となっている。原作・大塚英志、画・田島昭宇。単行本全３巻。『マル勝ファミコン』(角川書店)1990年13号～1992年4号にて連載された。

## 概要
前作『MADARA壱』の続編であるが、登場人物の一部が前作の人物の転生した存在であったりと、複雑な関連性を持つ。序盤こそ完全オリジナルキャラクターと思われる物語だったが、第3巻で一気に転生の事実が発覚し急展開のまま終わってしまった。前作での悪役であった影王やミロク、魍鬼八大将軍にスポットが当てられたダークサイドの続編。「龍脈」といった風水の概念を導入するなど和風の世界観。幻王朝影帝編や甲賀三郎異聞といったサイドストーリーも存在し、もう一つの世界観を提供する独特のストーリーとなっている。

## あらすじ
始まりの大陸の一部の耶倭土にて、先住民族アソベ族の戦士の甲賀三郎（コウガ サブロウ）はアソベ族による耶倭土奪還をたくらみ、協力を拒んだ山彦の村を全滅させる。山彦の生き残りの少年伐叉羅（バサラ）は、甲賀三郎への復讐の旅に出るが…。

## 登場人物
伐叉羅（バサラ）
山彦の村のアソベ族の少年。牛頭大帝の息子として育てられるが、真の父親は甲賀三郎である。影王の転生した姿。魔に感応し易く、前世のように魔物に寄生されてしまう。ダキニ天（影王）の力を抑えられず暗黒面に堕ち闇の魔王と化すが、獅子丸の捨て身の攻撃で元に戻る。父である甲賀三郎=ミロクを殺し自らの影王としての宿業を完成、摩陀羅復活への布石を成して姿を消す。最終話ラストでは時を越えて「壱」開始以前のフダラクに漂着している。
芙蓉（フヨウ）
"根の国"と呼ばれ、摩陀羅を祭る聖地とされる維曼(ユイマン)王国の王女。山彦の村を出た伐叉羅と出会い、彼を都への旅の用心棒として雇う。八百比丘尼の娘であり、伐叉羅とは姉と弟の関係である。前作の風姫の転生であり、摩陀羅の持つ聖剣クサナギに力を与える結伽珠の化身。
獅子丸（シシマル）
東日流（ツガル）王朝の皇子。耶倭土を東日流王朝の下に統一するべく旅を続けていた。伐叉羅と出会い彼と行動を共にしていたが、その前世は影王と同化していた魍鬼八大将軍の蛇括神ヒョウブであり、伐叉羅に執着していた真の理由はこのためである。
甲賀三郎（コウガ サブロウ）
アソベ族の戦士だが、その正体はミロクの転生した姿。アソベ族による耶倭土奪還をたくらむ。幾度もの永きに渡る転生と、「自身の子に七度殺される」という宿業の不成就との繰り返しに倦み疲れ、我が子である伐叉羅=影王に殺される事を望む。
文観（ブンカン）
朝廷の摂政。魍鬼八大将軍の妖焔候ボイスの転生した姿。バサラに殺されるが、ダキニ天となったバサラの手下として復活した。
両面宿儺（リョウメンスクナ）
幕府の大将軍。武力での耶倭土統一を目指して東日流に侵攻するが、バサラに身体を真っ二つにされてしまう。前世は凄斬刃双臂。

## 単行本
単行本全３巻。『マル勝ファミコン』(角川書店)1990年13号～1992年4号にて連載された。
- 『魍魎戦記MADARA』5 - 7巻（全３巻） （ドラゴンコミックス・角川書店）
  1. 魍魎戦記摩陀羅５ 捨て童子の章　1991年3月30日発売
  2. 魍魎戦記摩陀羅６ 餓鬼童子の章　1991年12月20日発売
  3. 魍魎戦記摩陀羅７ 荼吉尼童子の章　1991年6月10日発売

- 『田島昭宇MADARA完全コレクション9 - 11 BASARA』（全3巻）（KadokawaComicsA・角川書店）
  1. 1997年4月7日発売
  2. 1997年5月28日発売
  3. 1997年5月28日発売

- 『MADARA　ARCHIVES　4　魍魎戦記摩陀羅BASARA』（全1巻）(KADOKAWA)
  - 2018年4月4日発売、コミックス3冊分を一巻に合本

## 他の作品との関係
- 甲賀三郎は原作が同じ大塚英志の漫画『八雲百怪』（森美夏画）にも登場している。
- スーパーファミコンソフトの『魍魎戦記MADARA2』ともキャラがリンクしているが、完全オリジナルストーリーであり、本漫画のゲーム化ではない。